# Critical Mass – Wettlauf mit der Zeit
Critical Mass – Wettlauf mit der Zeit (Verweistitel: Nuklear-Anschlag: Die Bombe im Atomkraftwerk) ist ein Actionfilm von Fred Olen Ray aus dem Jahr 2000.

## Handlung
Mike Jeffers ist Agent eines US-Geheimdienstes. Er begleitet einen Politiker, der ein kurz vor der Stilllegung stehendes nukleares Kraftwerk besucht. Samson und andere Terroristen dringen in das Kraftwerk ein. Sie fordern die Freilassung derer Komplizen, ansonsten würden sie die Anlage in die Luft jagen.
Jeffers, der Senator und seine Pressesprecherin entkommen. Jeffers kämpft gegen die Terroristen und verhindert die Explosion.

## Trivia
Die Schießerei zu Beginn des Films wurde nahezu unverändert aus dem Film Terminator 2 übernommen.
Lediglich die Szenen, in denen Arnold Schwarzenegger zu sehen war, wurden herausgeschnitten und gegen neue Szenen ersetzt.

## Kritiken
- Wesley Lovell schrieb im „Apollo Guide“: Treat Williams scheine müde nach der langen Karriere zu sein, denn sein Spiel wirke nicht glaubwürdig. Udo Kier stelle den Bösewicht eindimensional dar. Das Spiel der Nebendarsteller sei „unter dem Standard“. Sämtliche Charaktere seien „stereotype Verschmelzungen von Klischees“. Der Film biete „Überfülle an Langeweile“.[1]
- Ryan J. Kenner schrieb in „MovieReviews“: Die Rolle von Treat Williams sei ein Tiefpunkt seiner Karriere. Es gebe nur zwei gute Actionszenen, beide seien aus anderen Filmen ausgeliehen.[2]